# モーリス・ルナール

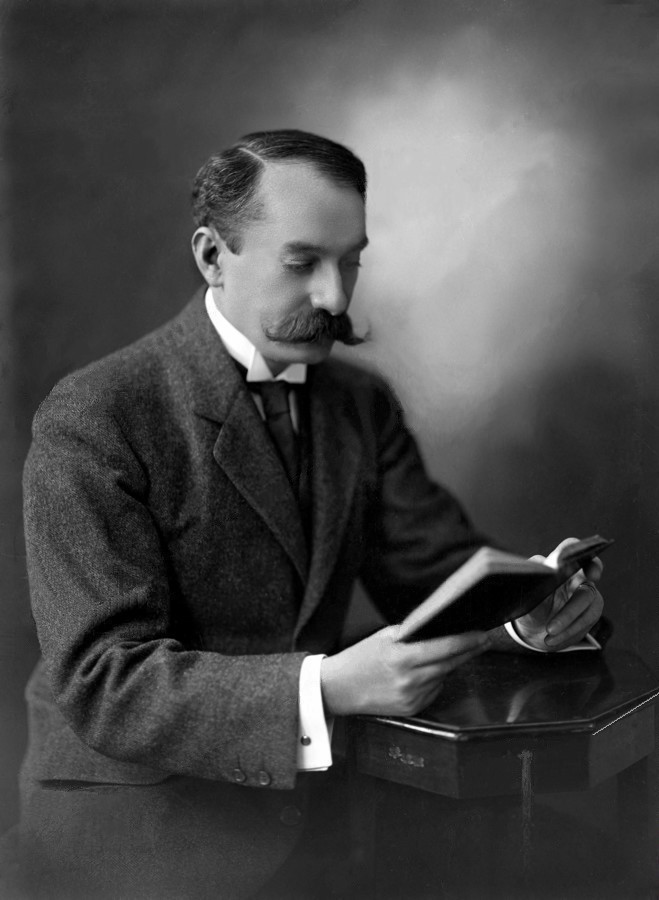
Maurice Renard

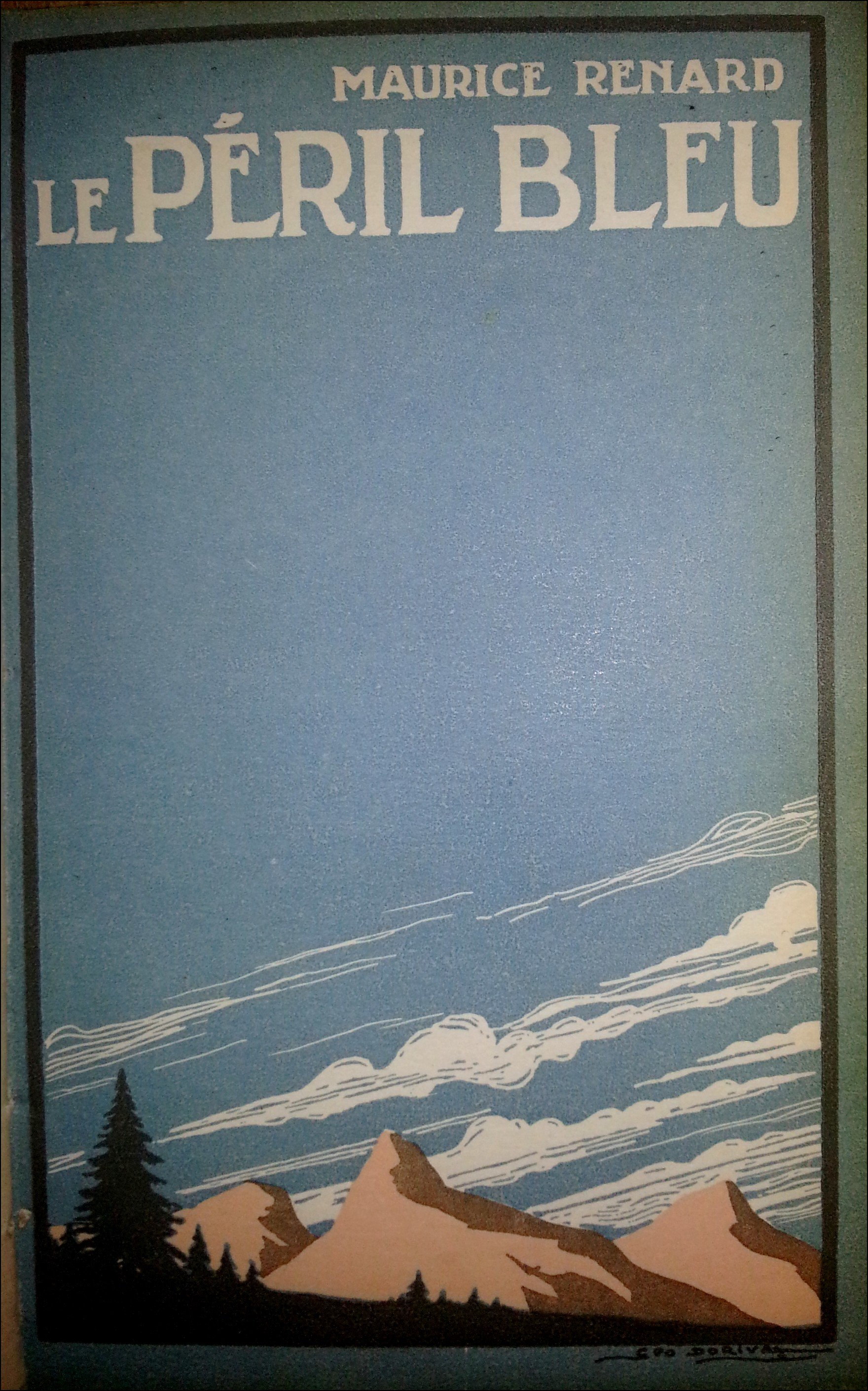
"Le Péril bleu"（青い脅威）表紙

モーリス・ルナール（Maurice Renard, 1875年2月28日 - 1939年11月18日）は、フランスの小説家。20世紀の初頭、時代に先駆けたSF的な怪奇小説を書いた。代表作は1912年の長編"Le Péril bleu"（青い脅威）など。別名ヴァンサン・サン＝ヴァンサン（Vincent Saint-Vincent）。

## 経歴

### 若年期
フランス北部のシャロン＝アン＝シャンパーニュで、ランスに出自を持つ中産階級の家庭に生まれる。父は司法官で、モーリスが生まれた年に裁判長に任命された。モーリス・ルナールは子供時代をエルモンヴィル（Hermonville）で過ごした。ここには、祖父母がサン＝レミ城（château Saint-Rémy、1918年に取り壊し）という城を持っており、一家は広い庭園付きの家に住んだ。唯一の男児であり、2人の姉とは歳の離れた末子であった彼は、大切に育てられた。読書（殊にチャールズ・ディケンズとエドガー・アラン・ポーの作品）は、子供時代の彼に大きな影響を与えた。
1886年の末、モーリス・ルナールはモンジュ学校（École Monge）の寄宿生となり、その後ボンザンファン大学（Collège des Bons-Enfants）に進学。1892年にランスに戻るまでパリに暮らした。1894年、哲学で学士号を取得。1896年から99年の三年間はランスで兵役に就いた（階級は軍曹であった）。その時期、H・G・ウェルズの作品と出会う。1899年、パリで法律を学び始めるが、すぐにそれを放棄して文学に専念するようになる。

### 作家として
1905年、ヴァンサン・サン＝ヴァンサンの筆名で最初の短編集"Fantômes et fantoches"（幽霊と操り人形）を刊行。収録作の"Les vacances de monsieur Dupont"（デュポン氏の休暇）はウェルズの影響が窺える。なお筆名を使ったのは、同姓の著名な作家ジュール・ルナールとの混同を避けるためであった。
1903年、ステファニー・ラ・バティという女性と結婚。4人の子供を成した。はじめクレベール通り（Avenue Kléber）に居を構えたが、後にトゥールノン街（rue de Tournon）へ移った。彼の住まいには、しばしばコレット、ピエール・ブノワ、アンリ・ド・モンテルランらといった著名人の来訪があった。
ルナール最初の長編"Le docteur Lerne"（レルヌ博士）は1908年に刊行された。H・G・ウェルズに捧げられた本作はマッド・サイエンティストを扱っており、翌1909年に続編"Le voyage immobile"（動き無き旅）が出された。"Le Péril bleu"（青い脅威）は1912年の出版で、ルイ・ペルゴーに注目された。これは一種の侵略テーマSFであり、「地球の大気から奇妙な二足動物を“釣りあげる”異星人の視点で語られ」る作品であった。1913年には詩の批評誌"La vie française"を創刊し、また"Monsieur d'Outremort et autres histoires singulières"（ドゥートレモール氏と風変わりな物語集）を出版した。
第一次世界大戦においては、ルナールは1914年から1919年の初めまで騎兵士官として従軍した。
彼の長編小説"Les Mains d'Orlac"（オルラックの手）は1920年に連載の形で発表された。死刑囚の手を移植された画家を描いた作品。1924年にはオーストリアで『芸術と手術』（Orlac Hände）として、1935年にはアメリカで『狂恋』（Mad Love）として映画化されている。書籍形態での刊行は1921年に"L'homme truqué"（偽造された男）として、1928年に"Un homme chez les microbes"（男と細菌）としてなされた。
モーリス・ルナールは1930年に離婚し、再婚している。1935年以降、ルナールは多くの中・短編を発表し、複数の日刊紙に連載を持った。またSociété des gens de lettres（フランス男性文学者協会）の副会長を務めた。彼は幾度にも渡る外科手術の末、1939年にロシュフォールで死亡し、オレロン島に埋葬された。

## 評価
ルナールはフランス語圏のサイエンス・フィクションの歴史において、1900年代から1930年代の最も重要な創作者であり、19世紀末から20世紀初頭の2大パイオニア（ジュール・ヴェルヌ、J・H・ロニー兄）と戦間から戦後の作家たち（ジャック・スピッツ、ルネ・バルジャベルら）をつなぐ人物だと評価されている。彼が同世代の同業者たち（ジャン・ド・ラ・イールやギュスターヴ・ル・ルージュ）に勝っていた点は、「筆力の確かさ発想の多様さ」であった。ただし多くの短編において英語圏の作品からの「プロット借用」が見られる、との指摘がある。

## 作品リスト
- Fantômes et fantoches, sous le pseudonyme de Vincent Saint Vincent (1905) - recueil de 7 nouvelles
- Le Docteur Lerne (1908)
- Le Voyage immobile (1909)
- Le Péril bleu (1912)
- Monsieur d'Outremort et autres histoires singulières (1913) - recueil de nouvelles
- Les Mains d'Orlac (1921)
- L'Homme truqué (1921)
- Le Singe, co-écrit avec Albert-Jean (1925)
- L’Invitation à la peur (1926)
- Lui ? (1927)
- Notre-Dame Royale. Tableau du sacre de Louis XVI à Reims. (1927)
- Un homme chez les microbes (1928)
- Le Carnaval du mystère-- (1929)
- La Jeune Fille du yacht-- (1930)
- Celui qui n’a pas tué (1932)
- Le Maître de la lumière (feuilleton, 1933, publié à titre posthume en 1947)
- Le Bracelet d’émeraudes (feuilleton, 1933)
- Colbert (feuilleton, 1934)
- Le Mystère du masque (1935)
- Le Violon de la reine (feuilleton, 1935)
- Les Mousquetaires des Halles (1936)
- Fleur dans la tourmente (feuilleton, 1936)
- Le Signe du cœur (feuilleton, 1937)
- Les Trois Coups du destin (feuilleton, 1938)
- La Redingote grise (feuilleton, 1939)
- La Prison d’argile (1942)

日本語訳された作品としては短編"La cantarice"「歌姫」および"Etrange souvenir de M. Liserot"「リズロ氏の奇妙な思い出」がある。ともに『フランス幻想文学傑作選3』（窪田般彌編、白水社、1983年）所収。